# Przełęcz na Przykrej
Przełęcz na Przykrej (ok. 795 m) – przełęcz położona w Paśmie Łamanej Skały w Beskidzie Małym, pomiędzy szczytami Łamanej Skały (929 m) oraz wierzchem o nazwie Beskid (826 m). Południowe stoki przełęczy opadają do doliny potoku Kocierzanka, północne do doliny potoku Pracica (w zlewni Wieprzówki miejscowości Rzyki).
Przełęcz znajduje się w bukowym lesie. Jest na niej skrzyżowanie szlaków turystycznych oraz tablica informacyjna o rezerwacie przyrody Madohora. Zaraz na północnych stokach przełęczy znajduje się górna stacja Ski Centrum Czarny Groń w Rzykach. Z jej trasy zjazdowej widoki na grzbiety Turonia, Klimaski i Gancarza.
Przez Przełęcz na Przykrej biegnie granica między Ślemieniem (województwo śląskie) i Targanicami (województwo małopolskie).
Szlaki turystyczne
 Mały Szlak Beskidzki na odcinku: Przełęcz Kocierska – Potrójna – Przełęcz Zakocierska – Beskid – Przełęcz na Przykrej – Łamana Skała – Anula – Smrekowica – rozdroże pod Smrekowicą – Na Beskidzie – Potrójna (847 m) – przełęcz Beskidek – Leskowiec – schronisko PTTK Leskowiec – Krzeszów
 Targanice – Jawornica – Potrójna – Przełęcz Zakocierska – Chatka pod Potrójną – Przełęcz na Przykrej – Łamana Skała – Anula – Rzyki-Pracica

## Przypisy

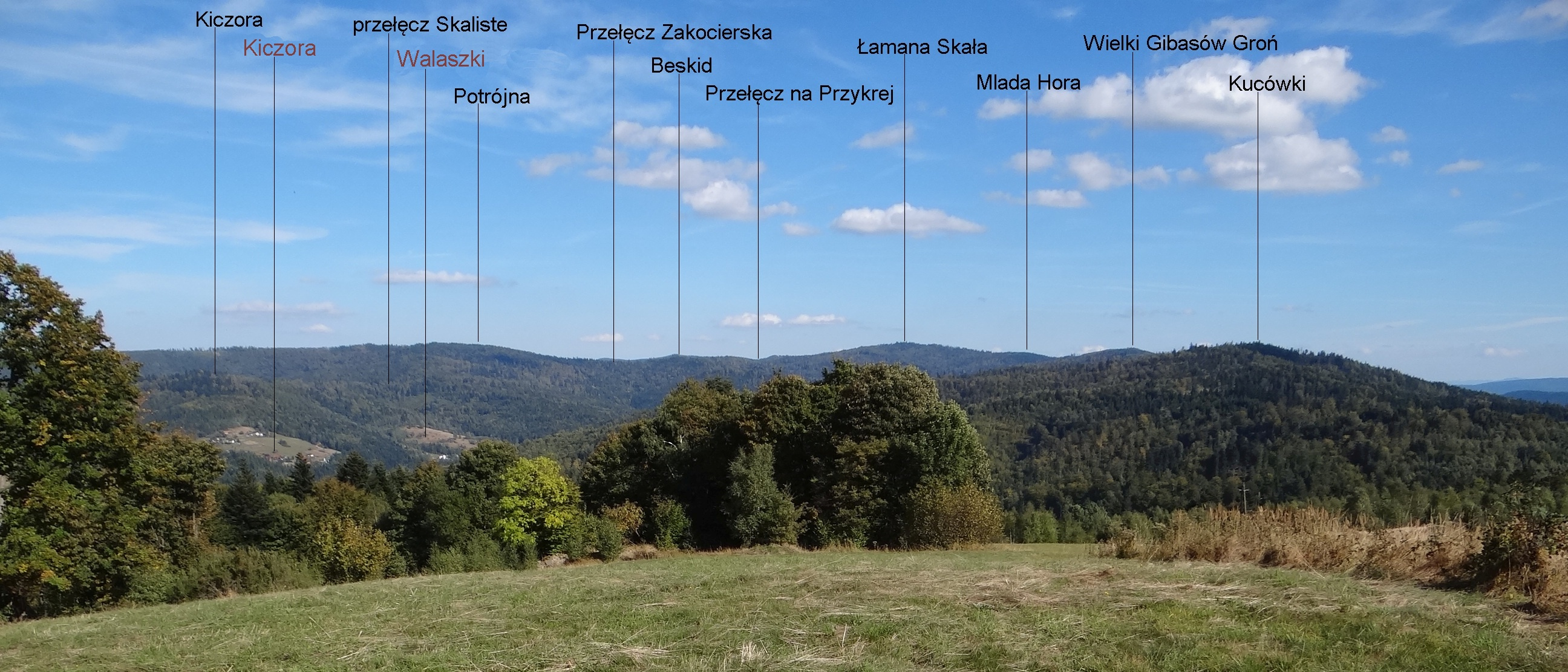
Widok z łąk na Łysinie